# Prologue (film, 1970)
Pour les articles homonymes, voir Prologue.
Pour plus de détails, voir Fiche technique et Distribution.
Prologue est un film dramatique québécois anglophone réalisé par Robin Spry et sorti en 1970.

## Synopsis
Jesse (John Robb) édite et vend un journal clandestin dans les rues de Montréal. Il croit fermement à l'action directe comme moyen de changer le « système ». Avec sa petite amie Karen (Elaine Maulus), il fait la connaissance d'un Américain, David (Gary Rader), qui refuse de faire son service militaire dans le cadre de son opposition à la guerre du Viêt Nam. Déchirée entre les deux, Karen quitte Montréal pour rejoindre David dans une communauté intentionnelle tandis que Jesse se rend à Chicago pour la convention nationale du parti démocrate de 1968. Lassée des idées abstraites de David, Karen finit par le quitter et reprend sa vie avec Jesse.

## Fiche technique
- Titre original : Prologue[1],[2]
- Réalisation : Robin Spry
- Scénario : Michael Malus (sous le nom de « Sherwood Forest »)
- Photographie : Douglas Keifer
- Montage : Christopher Cordeaux
- Musique : Bill Brooks, Michael Malus
- Production : Tom Daly, Robin Spry
- Studio de production : Office national du film du Canada
- Pays de production :  Canada
- Langue originale : anglais canadien, anglais américain
- Format : Noir et blanc - 16 mm
- Genre : film dramatique
- Durée : 87 minutes
- Dates de sortie :
  - États-Unis : 29 janvier 1970
  - Canada : 20 février 1970

## Distribution
- John Robb : Jesse
- Elaine Malus : Karen
- Gary Rader : David
- Peter Cullen : Allen
- Christopher Cordeaux : Neil
- Henry Gamer : le père de Karen
- Victor Knight : le juge
- Robert V. Girolami : le présentateur du journal télévisé
- Frank Edwards : le concierge
- Abbie Hoffman

## Accueil critique
Pour Louis Marcorelles dans Le Monde, « L'originalité du film, qui dépasse presque les intentions du réalisateur et de son scénariste Sherwood Forest, c'est précisément d'avoir su nous tendre un miroir fidèle de l'incertitude d'intellectuels canadiens ballottés entre tous les possibles, dans la quête désespérée d'une identité politique et culturelle ».
L'historien du cinéma canadien Peter Morris a écrit en 1984 à propos de Prologue dans The Film Companion : « Il s'agit de l'un des films les plus importants des années soixante, largement diffusé à l'étranger et bien accueilli par la plupart des critiques étrangers. À l'époque, il a été loué pour sa sensibilité et son réalisme sans prétention, mais rétrospectivement il semble plus important pour son résumé persuasif et convaincant du dilemme central (bien que faux) de l'époque : abandonner ou changer le système. Malgré son style documentaire, le film a été soigneusement scénarisé (avant la convention de Chicago) et, par son thème, son style et son interprétation, il reste, plus d'une décennie plus tard, un témoignage du potentiel (inachevé) du cinéma canadien de l'époque ».
Pour la revue britannique Films and Filming, « Ce film canadien intelligent tente d'examiner objectivement les arguments en faveur d'une révolution militante et d'une marginalité pacifique. Malheureusement, son objectivité est presque gâchée par la quantité de séquences consacrées à la convention démocrate de 1968 à Chicago, un évènement mis en valeur de manière plus imaginative par Haskell Wexler dans Medium Cool, mais suffisamment puissante dans ce contexte différent pour faire basculer la sympathie en faveur des militants ».
Pour le magazine américain Variety, « La photographie en noir et blanc de Douglas Keifer soutient constamment le style cinéma vérité, mais est tout aussi efficace dans les scènes mises en scène avec des principes. La musique et la bande originale sont authentiques. John Robb et Gary Rader offrent des prestations remarquables pour des non professionnels. Prologue est une valeur sûre pour les salles d'art et d'essai et le circuit universitaire. Il pourrait même rejoindre des films comme Easy Rider dans des circuits plus importants ».